# مغربة صيبر (ريمة)

تعديل مصدري - تعديل

مغربة (صيبر) منطقة يمنية في عزلة بني واقد، أحد عزل مديرية الجعفرية، ضمن محافظة ريمة، اليمن الجمهورية اليمنية.

## التسمية
كلمة مغربة، على وزن مفعلة، بفتح العين.
مكان الغروب أو الاختفاء ومنه قول الشاعر: يكاد يساوي غارب الفحل غاربه.
وتطلق على الموضع المرتفع غالبا الذي يفصل بين موضعين يغيب أحدهما عن الآخر أو الموضع الذي ينتقل منه السائر من مكان إلى آخر بحيث يختفي شيئا فشيئا حتى يغيب عن الناظر.
ومغربة تسمية قديمة تستعمل في محافظة ريمة وغيرها مثل عزلة مغربه بني اليمني (ذمار)، في مديرية جبل الشرق، ضمن محافظة ذمار.

## موقع مغربة (صيبر)
تقع منطقة مغربة صيبر في مديرية الجعفرية، محافظة ريمة، اليمن
تشرف من جهتها الشمالية على منطقة المصبحي وجبل الربيض وجبل أسود من الشمال الشرقي ومن جهتها الجنوبية الغربية منطقة لبينة ومنطقة موسنة جنوبا ويمكن من خلالها مشاهدة منطقة بني الجعد والمناطق الشرقية ومن الغرب جبل المقطار والمناطق الغربية والجنوبية
ومغربة صيبر تطلق في الأصل على القرية القديمة التي اندثرت معظم ماثرها القديمة وأقيمت مقامها مساكن أخرى في نفس القرية
وتدل هذه الماثر القديمة على أن هناك مناطق كانت مأهولة في الأحقاب السابقة وإذا ما نظرنا في وثائق امتلاك الأراضي التي يرجع تاريخ كتابتها إلى مابين الثامن عشر والتاسع عشرالميلادي وجدنا تحولات في تاريخ المنطقة فهناك مايشير إلى بعض مناطق
كانت في فترات سابقة مواضع زراعية وهي حاليا مهجورة وغير مهيئة للزراعة
تسمى في عرف المنطقة (صَلَب)،

## مناطق المغربة
تطلق المغربة عند السكان المحليين على القرية القديمة التي تنسب إلى أصل مغربة صيبر وتنفردالمناطق المجاورة بأسمائها الخاصة بها

## هوامش
1. ↑  قرى وعزل بني واقد نسخة محفوظة 08 مارس 2017 على موقع واي باك مشين.
2. ↑  أرض صَلَب: هي العمارة الزراعية التي صارت مهجورة